# Zazdrość (Żyrardów)
Pour les articles homonymes, voir Zazdrość.
Zazdrość (prononciation : [ˈzazdrɔɕt͡ɕ]) est un village polonais de la gmina de Radziejowice dans le powiat de Żyrardów de la voïvodie de Mazovie dans le centre-est de la Pologne.

## Histoire
De 1975 à 1998, le village appartenait administrativement à la voïvodie de Skierniewice.